# Patecatl

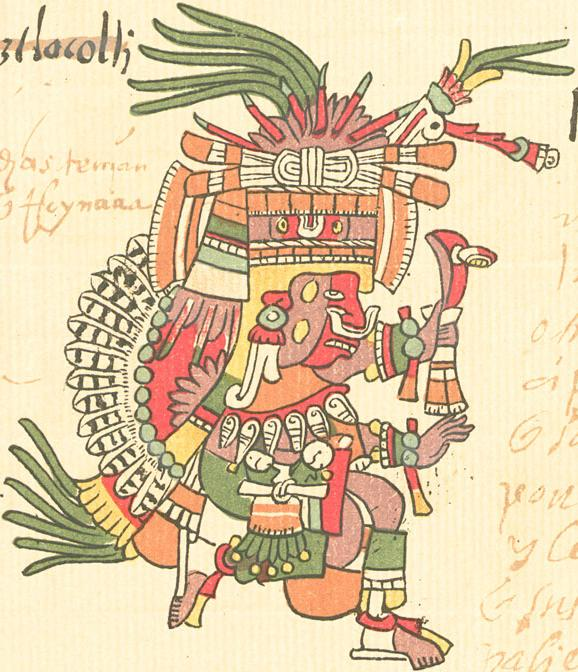
Patecatl zoals die is afgebeeld in de Codex Telleriano-Remensis.

Patecatl was in de Azteekse mythologie een god van genezing en vruchtbaarheid en de ontdekker van peyote. Met Mayahuel, was hij de vader van de Centzon Totochtin.
In de Azteekse kalender is Patecatl de heer van de dertien dagen (trecena) van 1 Aap tot 13 Huis. De voorgaande dagen werden beheerst door Mictlantecuhtli en de opvolgende dagen werden beheerst door Itztlacoliuhqui.
| Trecena                 | God             |
| ----------------------- | --------------- |
| 1 krokodil – 13 Hert    | Ometeotl        |
| 1 Jaguar – 13 Dood      | Quetzalcoatl    |
| 1 Hert – 13 Regen       | Tepeyollotl     |
| 1 Bloem – 13 Gras       | Huehuecoyotl    |
| 1 Hert – 13 Slang       | Chalchiuhtlicue |
| 1 Dood – 13 Vuursteen   | Tonatiuh        |
| 1 Regen – 13 Aap        | Tlaloc          |
| 1 Gras – 13 Hagedis     | Mayahuel        |
| 1 Slang – 13 Aardbeving | Xiuhtecuhtli    |
| 1 Vuursteen – 13 Hond   | Mictlantecuhtli |

| Trecena                 | God              |
| ----------------------- | ---------------- |
| 1 Aap – 13 Huis         | Patecatl         |
| 1 Hagedis – 13 Gier     | Itztlacoliuhqui  |
| 1 Aardbeving – 13 Water | Tlazolteotl      |
| 1 Hond – 13 Wind        | Xipe Totec       |
| 1 Huis – 13 Arend       | Itzpapalotl      |
| 1 Gier – 13 Konijn      | Xolotl           |
| 1 Water – 13 Krokodil   | Chalchiuhtotolin |
| 1 Wind – 13 Jaguar      | Chantico         |
| 1 Arend – 13 Hert       | Xochiquetzal     |
| 1 Konijn – 13 Bloem     | Xiuhtecuhtli     |